# George Marlay
George Marlay est un prêtre anglican irlandais du XVIIIe siècle . Il est évêque de Dromore  de 1745 à 1763. Il donne son nom à Marlay Park, qui est maintenant un lieu de promenade populaire dans le sud de Dublin.

## Biographie
Il est né à Creevagh Beg, près de Ballymahon, dans le Comté de Longford, le fils cadet d'Anthony Marlay et d'Elizabeth Morgan. Son père est originaire de Newcastle-upon-Tyne et est le fils du héros anglais de la guerre civile, Sir John Marlay. Sa mère est issue d'une famille de propriétaires terriens établie de longue date dans le comté de Sligo. Thomas Marlay, Lord Chief Justice d'Irlande, est son frère. Thomas est le père de Richard Marlay (en), évêque de Waterford et du soldat colonel Thomas Marlay, et grand-père du célèbre homme d'État Henry Grattan.
George Marlay fait ses études au Trinity College de Dublin . Il est prébendier de Raphoe et recteur de Louth .
Il épouse Elizabeth Dunleavy et a deux enfants, George et Elizabeth. George est un officier de l'armée, qui combat dans la guerre d'indépendance américaine, et est capturé après la bataille de Saratoga. Il épouse Lady Catherine Butler, fille cadette de Brinsley Butler (2e comte de Lanesborough) et Lady Jane Rochfort, et vit principalement à Londres. Elizabeth épouse le banquier David La Touche, qui devient le premier gouverneur de la Bank of Ireland. David construit une maison impressionnante au sud de la ville de Dublin, qu'il nomme Marlay House en l'honneur de la famille de sa femme. C'est aujourd'hui une propriété publique ouverte au public.
George Marlay meurt le 13 avril 1763.